# Сем Рејми
Семјуел „Сем” Рејми (енгл. Sam Raimi; 23. октобар 1959, Ројал Оук, Мичиген) амерички је режисер, сценариста, продуцент и глумац, најпознатији по култној хорор трилогији Зла смрт и филмовима о Марвеловом суперхероју, Спајдермену. Два пута је добио Награду Сатурн за најбољег режисера и још три пута је номинован за исту награду, а у истој категорији освојио је и Награду Емпајер.
1979. основао је продукцијску компанију Renaissance Pictures, заједно са глумцем Брусом Кембелом са којим је највише сарађивао у каријери. Његови филмови већим делом припадају хорор и жанру научне фантастике. Режирао је Дизнијев научно-фантастички блокбастер Оз, велики и моћни из 2013, а познат је и по хорору Одвуци ме у пакао из 2009.
Био је редитељ, сценариста и продуцент неколико телевизијских серија, од којих су најпознатије: Еш против злих мртваца и Ксена: Принцеза ратница.

## Биографија
Рејми је рођен у Мичигену у конзервативно-јеврејској породици. Његови преци су се доселили из Русије и Мађарске у САД. Његов млађи брат је глумац Тед Рејми, старији је сценариста, Иван Рејми, а има и сестру Андреу Рабин. Имао је још једног старијег брата, Сандера, који се удавио са 15 година. Рејми је једном приликом изјавио да је та трагедија изазвала велику трауму и депресију код свих чланова породице, али и да је знатно утицала на његов рад.
Одрастао је у насељу Френклин. Завршио је средњу школу у Бирмингему, а потом уписао Универзитет у Мичигену, да би га напустио после три семестра, због снимања Зле смрти.
Каријеру је започео филмом То је убиство! у ком је глумио и његов брат Тед. Током каријере дуге преко 40 година, највише је сарађивао са глумцем Брусом Кембелом, који се појавио у чак 11 од 17 филмова које је Рејми режирао. Њих двојица су прво заједно снимили кратак хорор филм У шуми из кога је изникла култна Зла смрт, са својим наставцима Зла смрт 2: Мртви до зоре и Зла смрт 3: Армија таме. Сви делови трилогије добили су одличне критике и имају високе оцене на сајтовима попут IMDb-а Rotten Tomatoes-а.
Недуго затим, уследио је још један велики успех са филмом Спајдермен, који је зарадио преко 800 милиона долара и изродио још два наставка Спајдермен 2 и Спајдермен 3. Оба наставка су остварила сличан финансијски успех.
Рејми је од 1995. ожењен са Џилијан Грин и има петоро деце.

## Филмографија
| Година    | Филм                                 | Режија | Сценарио | Продуцент | Глумац |
| --------- | ------------------------------------ | ------ | -------- | --------- | ------ |
| 1977      | То је убиство                        | Да     | Да       | Да        | Да     |
| 1981      | Зла смрт                             | Да     | Да       | Да        | Да     |
| 1987      | Зла смрт 2: Мртви до зоре            | Да     | Да       | Да        | Да     |
| 1988      | Полицајац манијак                    | Не     | Не       | Не        | Да     |
| 1990      | Милерово раскршће                    | Не     | Не       | Не        | Да     |
| 1990      | Полицајац манијак 2                  | Не     | Не       | Не        | Да     |
| 1990      | Даркмен                              | Да     | Да       | Да        | Не     |
| 1992      | Зла смрт 3: Армија таме              | Да     | Да       | Не        | Не     |
| 1994      | Велики скок                          | Не     | Да       | Не        | Да     |
| 1995      | Брзи и мртви                         | Да     | Не       | Не        | Не     |
| 1995—2001 | Ксена: Принцеза ратница              | Не     | Не       | Да        | Не     |
| 1998      | Једноставан план                     | Да     | Не       | Не        | Не     |
| 2002      | Спајдермен                           | Да     | Не       | Не        | Да     |
| 2004      | Клетва                               | Не     | Не       | Да        | Не     |
| 2004      | Спајдермен 2                         | Да     | Не       | Не        | Да     |
| 2006      | Клетва 2                             | Не     | Не       | Да        | Не     |
| 2007      | Спајдермен 3                         | Да     | Да       | Не        | Не     |
| 2007      | 30 дана ноћи                         | Не     | Не       | Да        | Не     |
| 2009      | Одвуци ме у пакао                    | Да     | Да       | Да        | Да     |
| 2013      | Зла смрт                             | Не     | Не       | Да        | Не     |
| 2013      | Оз, велики и моћни                   | Да     | Не       | Не        | Не     |
| 2015      | Полтергајст                          | Не     | Не       | Да        | Не     |
| 2015—2018 | Еш против злих мртваца               | Да     | Да       | Да        | Не     |
| 2016      | Књига о џунгли                       | Не     | Не       | Не        | Да     |
| 2016      | Не диши                              | Не     | Не       | Да        | Не     |
| 2020      | Клетва 4                             | Не     | Не       | Да        | Не     |
| 2021      | Не диши 2                            | Не     | Не       | Да        | Не     |
| 2022      | Доктор Стрејнџ у мултиверзуму лудила | Да     | Не       | Не        | Не     |